# إدي ناش
إدي نـاش (بالإنجليزية: Eddie Nash)‏ هو مهرب مخدرات أمريكي، ولد في 11 سبتمبر 1919 في فلسطين، وتوفي في 9 أغسطس 2014.

## وصلات خارجية
- إدي نـاش على موقع IMDb (الإنجليزية)